# Earth (Teksas)
Earth – miasto w Stanach Zjednoczonych, w stanie Teksas, w hrabstwie Lamb.